# Грузинский легион (вермахт)
Грузи́нский легио́н (нем. Die Georgische Legion, груз. ქართული ლეგიონი) — соединение вермахта. Легион существовал с 1941 года по 1945 год, и был сформирован из грузин-военнопленных и эмигрантов, скрывавшихся в Европе от советской власти после 1921 года, когда Грузия вошла в состав СССР. Некоторые составные части легионеров попадали под оперативный контроль и входили в Войска СС.

## История
Нацистская Германия при вторжении в Советский Союз никогда не захватывала территорию советской Грузии (не считая русского села Псху в Абхазии). Также, несколько представителей грузинской интеллигенции и учёные, такие как Александр Никурадзе и Михаил Ахметели были в близком кругу у нацистов, а также пользовались уважением и являлись советниками Альфреда Розенберга.
Легион был сформирован в декабре 1941 года и состоял из грузин. Высшим офицером формирования был генерал-майор Лео Кереселидзе.
Военно-политической целью этого формирования была государственная независимость Грузии от Советского Союза, которая была обещана и гарантирована со стороны Германии.

Грузины проходили обучение на территории Западной Украины и начали боевые действия осенью 1942 года. Также грузины служили в Северокавказском Легионе вермахта и в других легионах, подобранных по этническому принципу. Грузинское же формирование проходило службу под командованием князя Михаила Цулукидзе, полковника Соломона Николаса Залдастани и других офицеров, служивших ранее Грузинской Демократической Республике (1918—1921).

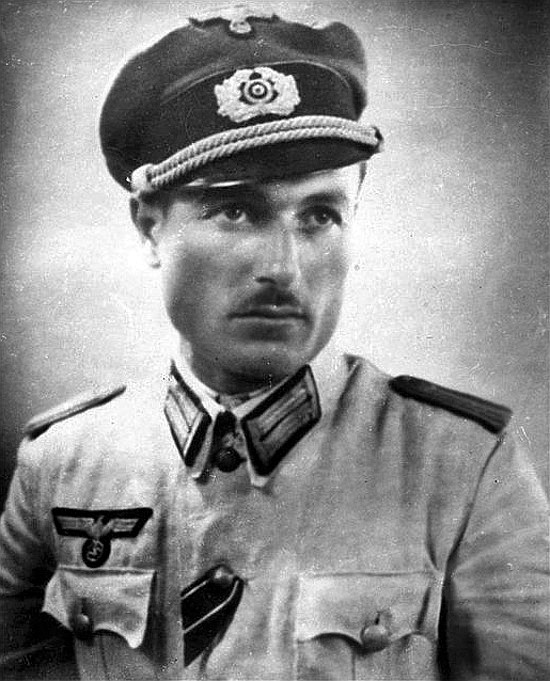
Шалва Лоладзе, лидер сопротивления на острове Тексел

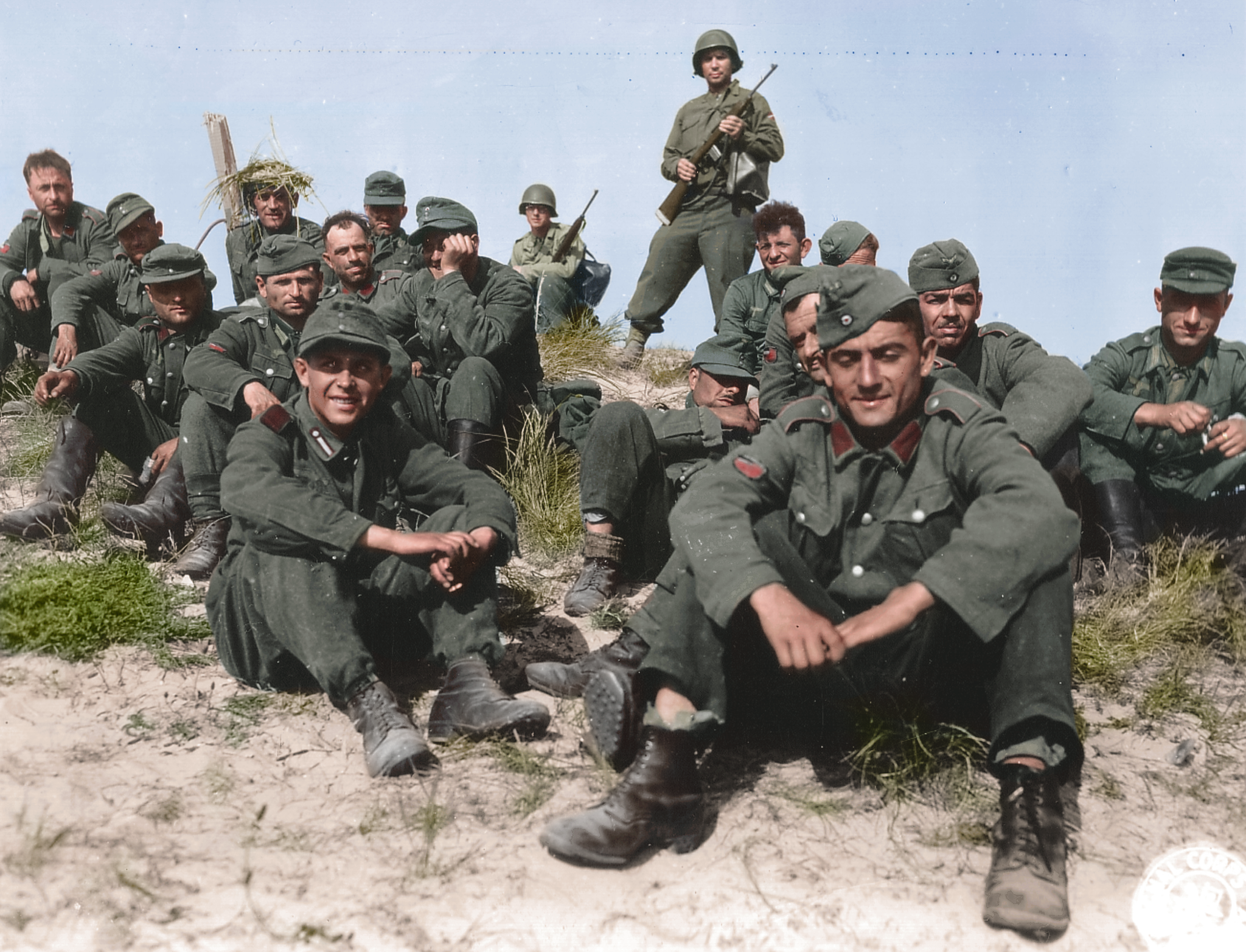
Грузинские легионеры под охраной американских солдат, 1945 г.

Из участия грузин и иных кавказцев в других подразделениях известен спецотряд для пропаганды и диверсий «Бергман» — «Горец», который насчитывал в своих рядах 300 немцев, 900 кавказцев и 130 грузин-эмигрантов, составлявших специальное подразделение Абвера «Тамара II». Его создали в Германии в марте 1942. Первым командиром отряда стал Т. Оберлендер, кадровый офицер разведки и крупный специалист по восточным проблемам. Подразделение имело в своём составе агитаторов и состояло из 5 рот: 1, 4, 5-я грузинские; 2-я северокавказская; 3-я — азербайджанская. С августа 1942 года «Бергман» — «Горец» действовал на кавказском театре — осуществлял диверсии и агитацию в советском тылу на грозненском и ищерском направлении, в районе Нальчика, Моздока и Минеральных вод. За период боёв на Кавказе из перебежчиков и пленных были сформированы 4 стрелковые роты — грузинская, северокавказская, азербайджанская и смешанная, четыре конных эскадрона — 3 северокавказских и 1 грузинский.
В начале октября 1942 года в одной из частей легиона на Кавказе произошло восстание, когда она пыталась перейти на сторону Красной армии. Почти все грузины погибли в бою или были затем расстреляны немцами, на советские позиции с оружием вышли 33 человека.
Позднее, по прошествии некоторого времени, в судьбу Грузинского легиона вмешался Альфред Розенберг. По всей Европе, особенно в Италии и Франции, многие грузины-солдаты вермахта дезертировали и вступали в ряды местного движения сопротивления. Вследствие этого многие были взяты под стражу и репрессированы соответствующими органами рейха. Множество грузин под немецким командованием было спасено только благодаря заступничеству Александра Никурадзе, Михаила Ахметели и некоторых других грузинских деятелей, имевших голос в органах управления делами рейха.
Результатом вмешательства Гитлера в дела «восточных войск» стала ситуация, когда оставшиеся грузинские батальоны переправлялись дальше вглубь оккупированных земель Европы — в Нидерланды. С пришествием войск союзников в Германию, 822-й грузинский батальон легиона, расположенный на острове Тексел, восстал против немецкого командования. В результате произошло длительное сражение, иногда описываемое как последнее сражение в Европе, которое шло с 5 апреля по 20 мая 1945 года. Оно известно как Грузинское восстание на острове Тексел.
В соответствии с соглашениями, все советские граждане, оказавшиеся на оккупированных союзниками территориях на момент окончания войны, были переданы Советскому Союзу. Все вернувшиеся были пропущены через фильтрационные лагеря, лишь небольшое количество пособников оккупантов, участвовавших в зверствах на территориях СССР и Польши, были казнены или отправлены в лагеря. Подавляющее большинство лиц, не сотрудничавших с нацистами, были после необходимой проверки освобождены. 

### 1941—1945 годы
В годы войны Грузинским легионом называли добровольческое формирование из грузин в вооружённых силах нацистской Германии, а позднее в составе войск СС, во время Великой Отечественной войны. Состоял из четырёх батальонов, каждый из которых насчитывал 1000 солдат и офицеров. Батальонам присвоили имена великих исторических деятелей грузинской государственности и культуры, внесших большой вклад в историю нации, например, «Георгий Саакадзе», «Давид Строитель», «Царица Тамара», «Илья Чавчавадзе».

### Список формирований грузинского легиона
- 795-й батальон «Шалва Маглакелидзе » нем. Bataillon 795 «Schalwa Maglakelidze» — боевые действия: 1942 в Северной Осетии, 1943 во Франции
- 796-й батальон нем. Bataillon 796 — боевые действия: 1942—1943 в Туапсе, Северный Кавказ
- 797-й батальон «Георгий Саакадзе» нем. Bataillon 797 «Giorgi Saakadse» — боевые действия: 1943—1944 во Франции
- 798-й батальон «Ираклий II» нем. Bataillon 798 «König Irakli II. Bagrationi» — боевые действия: 1943—1944 во Франции
- 799-й батальон «Давид Строитель» нем. Bataillon 799 «König David Bagrationi-Agamaschenebli» — боевые действия: 1943—1944 во Франции
- 822-й батальон «Царица Тамара» нем. Bataillon 822 «Königin Tamara» — боевые действия: 1943—1944 во Франции, остров Тексел (Голландия) 1945.
- 823-й батальон «Шота Руставели» нем. Bataillon 823 «Schota Rustaweli»
- 824-й батальон «Илья Чавчавадзе» нем. Bataillon 824 «Ilia Tschawtschawadse» — боевые действия: 1944, Львов, Польша

Организационно подчинялся Штабу командования восточными легионами (нем. Kommando der Ostlegionen)